# Catalina Muñoz
María Catalina Muñoz Gómez (Bogotá, Colombia, 2 de marzo de 1996) es una gestora social y artista plástica autodidacta conocida por su arte basado en el movimiento de la neofiguración, y especializada en el retrato contemporáneo.

## Biografía
Cata Muñoz es la cuarta hija del matrimonio entre Luz Dary Gómez y Oscar Muñoz. Nació con el síndrome de Russell-Silver, situación adversa que no le impidió dedicarse a la pintura. A pesar de su enfermedad, los diagnósticos médicos en su contra, las múltiples cirugías y las interminables convalecencias, la menor encontró en la pintura un refugio terapéutico. A la edad de 3 años empezó a experimentar con el dibujo, los colores y las texturas. En 2008 realizó su primera pintura en acrílico sobre lienzo con el tema del retrato de su madre; a partir de esa época, la niña inicia una larga serie de cuadros de personajes principalmente de amigos, familiares y celebridades.
En 2010 continuó explorando técnicas y estilos, en 2014 empieza a tomar clases de pintura orientadas por su madre Luz Dary Gómez, también artista plástica, con Mery Monsalve y Olaff Crown, entre otros maestros. Con estos lineamientos la adolescente afianza su talento creativo y empoderamiento como artista, depurando su técnica y dejando un estilo propio en cada cuadro.

## Exposiciones
En 2015 empezó a participar en exposiciones individuales y colectivas.
- 2017 - “Conectando mundos”, Casa Tafur, Bogotá Colombia.[6][7]
- 2017 - “Festival artes sin fronteras”, Museo de Arte Contemporáneo del Huila, Ciudad Neiva, Colombia.[8][9][10][11]
- 2018 - “Los colores del mundo”, Sala Aires, muestra colectiva internacional, Córdoba, España.[12]
- 2018 - su obra es seleccionada para la muestra de celebración del día de muertos en la Galería de Arte Frida Kahlo en México.
- 2019 - participa en el “Segundo festival de arte sin fronteras por la paz”, en el Centro cultural Héctor Polania en Pitalito Colombia.[13][14][15]
- 2019 - “Art of The Rough Diamonds”, Banco Interamericano de Desarrollo, Washington D.C. USA;[16] 2020 - VR Cambass, Inauguración museo virtual, Nueva York, USA.
- 2020 - “III festival de arte sin fronteras por la paz”, Edición virtual;[17] 2020 – “Arte en pandemia”, Exposición colectiva, Museo de arte contemporáneo del Huila, Neiva – Colombia.[18][19][20]
- 2020 - es invitada a “InTangibles de la Imagen”, en Córdoba España.
- 2020 -  Inauguración de la Casa Museo del maestro Ernesto Ríos Rocha en la Ciudad de México.[21] Invitada de honor en la inauguración del “Mosaico Armemos La Paz”, Universidad Surcolombiana USCO, Neiva Colombia.[22]
- 2021 -  participa en las dos exposiciones denominadas “Renacimiento pandémico”, presentadas en Cancún y Ciudad de México. 2021 – “El color de la esperanza”, Casa Haas en colaboración con el Centro cultural Bauprés, Mazatlán México.[23][24]
- 2021 -  "Tierra de promisión", muestra internacional grupal presentada en la Casa Fiscal del Huila en Bogotá.
- 2022 - "Violencia y arte", Universidad Surcolombiana USCO, ciudad Neiva - Huila, Colombia.[25][26]
- 2022 - "Arte y violencia", Universidad Navarra, 16 de mayo de 2022 en Neiva - Huila, Colombia.[27]
- 2024 - Bienal MicroArte 2024 "Visiones Contemporáneas", Universidad Cooperativa de Colombia, Universidad Surcolombiana, Uninavarra, y Biblioteca Olegario Rivera, Neiva - Colombia.[28]
- 2024 - "Arte Portapaz Exposición Internacional", realizada en la Casa de la Cultura de Barichara, minicipio de Barichara Santander - Colombia.[29][30][31]

## Obra
Su obra se fundamenta en el retrato moderno, neofigurativo y minimalista, predominando un estilo con sello identitario, en composiciones donde destaca los colores primarios y brillantes, personajes de medio cuerpo sobre fondos planos coloridos, con ojos extremadamente grandes y expresiones de eterna alegría. De su obra ha hecho crítica favorable escritores, poetas y artistas plásticos como Manuel Tiberio Bermúdez, Miguel Darío Polania Rodríguez, Ernesto Ríos Rocha, Gohard Giraldo, Francisco Arroyo Ceballos, Mario Lagos, Laura Esguerra, Fernando Bermúdez Ardila, Guillermo Martín Moreno, entre otros. En 2021 su obra fue seleccionada para formar parte del mosaico internacional Armemos la Paz, proyecto cultural e internacional de la asociación Arte sin fronteras por la Paz.
Ha realizado más de 300 cuadros de retratos. Entre las personalidades que han adquirido sus obras se encuentran famosos como el cantante Juanes, Juan Manuel Santos, el papa Francisco, Iván Duque, Ernesto Ríos Rocha, entre otros. Los recursos económicos por la venta de sus piezas se destina en su totalidad a la fundación que lleva su nombre, un organismo dedicado a ayudar a construir casas a familias sin vivienda y realizaciones de otros proyectos de índole humanitario y social.
Ha encontrado inspiración en importantes maestros del arte universal, como Vincent Van Gogh, Leonardo Da Vinci y Frida Kahlo, con quien se identifica, pero desarrollando un estilo propio, marcado por la ingenuidad y el vanguardismo.    

## Logros
- 2017 - es invitada especial al Primer festival de Arte sin fronteras por la Paz en el Museo de Arte Contemporáneo del Huila Colombia.
- 2020 - Reconocimiento por su labor solidaria y de paz, Neiva Huila - Colombia.[41]
- 2020 - Miembro de honor, Arte sin fronteras por la paz, Colombia.
- 2020 - Exaltación, Universidad Surcolombiana -USCO-, Neiva - Colombia.
- 2020 - “Mención honorífica”, Museo Ernesto Ríos Rocha con ocasión de la Exposición “Salud” tema del confinamiento durante la pandemia, Ciudad de México.